# Saint-Aimé-des-Lacs
Saint-Aimé-des-Lacs är en kommun i provinsen Québec i Kanada. Den ligger i regionen Capitale-Nationale, i den östra delen av landet, 500 km nordost om huvudstaden Ottawa.